# Pál Almásy
Pál Almásy (cunoscut și sub numele de Paul Almasy; n. 29 mai 1906, Budapesta, Austro-Ungaria – d. 23 septembrie 2003, Jouars-Pontchartrain, Île-de-France, Franța) a fost un scriitor, jurnalist și artist fotograf maghiar.